# Zhu Shijie
Pour les articles homonymes, voir Zhu.
Dans ce nom chinois, le nom de famille, Zhu, précède le nom personnel.
Zhū Shìjié (朱世杰, 1270-1330) est un des plus grands mathématiciens chinois.
Peu de choses sont connues au sujet de sa vie, mais deux ouvrages de son œuvre mathématique nous sont parvenus : le premier, écrit en 1299 et intitulé Introduction aux études mathématiques 《算學啟蒙》, est un texte élémentaire sur les mathématiques incluant 260 problèmes pour expliquer les opérations d’arithmétique et d’algèbre. Ce livre montre aussi comment mesurer différentes formes en deux dimensions et des solides en trois dimensions. L’Introduction eut une influence importante sur le développement des mathématiques au Japon. Le livre fut perdu une fois en Chine jusqu’à ce qu’une copie en soit faite à partir d’une source coréenne en 1839.

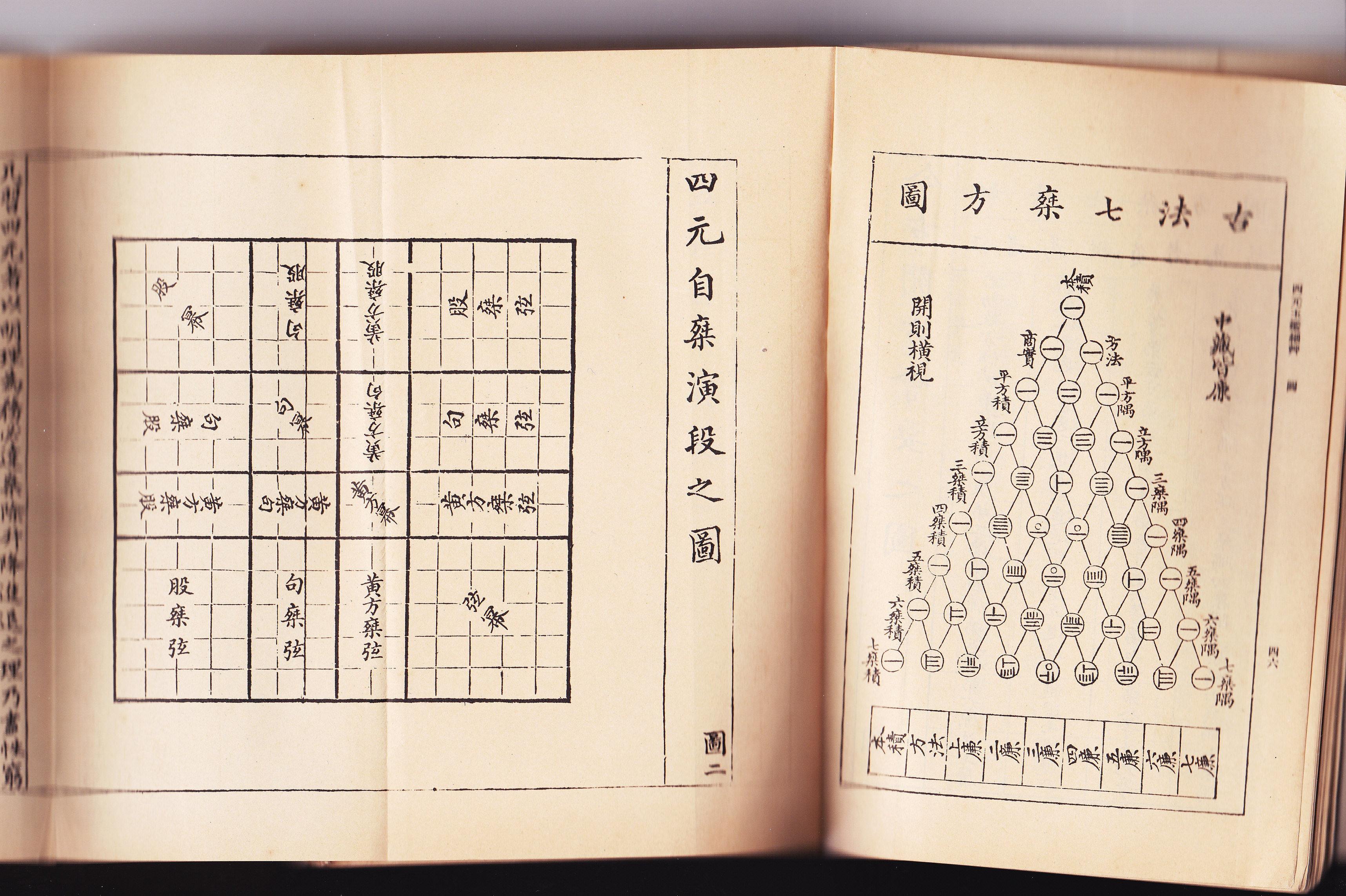
Illustrations du Miroir précieux des quatre éléments

Le second livre de Zhu, Miroir de jade des quatre inconnues 《四元玉鑒》 (1303), est son ouvrage le plus important. Avec ce livre, Zhu porta l’algèbre chinoise à son niveau le plus haut. Il inclut une explication de sa méthode des quatre éléments, qui sont utilisés pour signifier quatre quantités inconnues (nommées 天 Ciel, 地 Terre, 人 Homme, 物 Matière) dans une seule équation algébrique. Zhu a aussi expliqué comment trouver les racines carrées et cubiques et contribua à la compréhension des séries et des progressions. Il y expose aussi le fan fa, aujourd’hui connu sous le nom de méthode de Horner, qu’elle précède de plusieurs siècles. La préface du livre décrit comment Zhu voyagea en Chine pendant 20 ans comme professeur de mathématiques.